# Laurențiu Marinescu
Laurențiu Nicolae Marinescu (Ploiești, 25 agosto 1984) è un ex calciatore rumeno, di ruolo centrocampista.

## Palmarès

### Club

#### Competizioni nazionali
- Coppa di Romania: 3

Steaua Bucarest: 2010-2011
Petrolul Ploiești: 2012-2013
Voluntari: 2016-2017
- Supercoppa di Romania: 1

Voluntari: 2017